# Contraste
El contraste se define como la diferencia relativa en la intensidad entre el punto más claro de una imagen y el más oscuro. Un ejemplo es el contraste entre un objeto de brillo constante sobre un fondo de un brillo constante. Si ambas superficies tienen la misma luminosidad, el contraste será nulo y si el conjunto está en tonos de gris, el objeto será tanto física como perceptiblemente indistinguible del fondo. 

## Contraste en figuras periódicas
En el caso de figuras periódicas simples, como enrejillados que varían su brillo siguiendo una función senoidal, se emplean otros tipos de medidas del contraste. La más sencilla, el contraste de Michelson se calcula mediante:
{\displaystyle {(C)}{(L_{max}+L_{min})}}
Donde {\displaystyle {C_{M}}} es el con de Michelson, {\displaystyle L_{max}} es el mayor valor de brillo de la imagen, y {\displaystyle L_{min}} es el menor valor de brillo de la imagen. También se puede identificar una imagen en contraste cuando el fondo se ve borroso y la imagen que está cerca está nítida.